# Phrygionis platinata
Phrygionis platinata är en fjärilsart som beskrevs av Achille Guenée 1858. Phrygionis platinata ingår i släktet Phrygionis och familjen mätare. Inga underarter finns listade i Catalogue of Life.